# Jeane Manson
Jeane Manson (ur. 1 października 1950 w Cleveland, Ohio, USA) – amerykańska aktorka i piosenkarka.

## Filmy z udziałem Jeane Manson
- 10 minut do północy (1983);
- Pocałunki z Hongkongu (1975);
- Człowiek z La Manchy[1].